# Ladies Only
Ladies Only ist ein deutsch-indischer Film in dokumentarischer Form unter der Regie von Rebana Liz John aus dem Jahr 2021. Seine Weltpremiere feierte der Schwarzweißfilm am 9. Oktober 2021 auf dem Busan International Film Festival, seine europäische Premiere im Februar 2022 auf der Berlinale in der Sektion Perspektive Deutsches Kino.

## Handlung
Nicht umsonst gibt es in Nahverkehrsmitteln in Mumbai reine Frauenabteile, die Schutz vor sexuellen Übergriffen bieten. Dort stellt die Regisseurin Frauen die Frage, was sie wütend mache. Die Antworten bieten Einblicke in Ambitionen, Freiheiten und Sichtweisen indischer Großstädterinnen.

## Produktion

### Filmstab
Regie führte Rebana Liz John, die auch für Drehbuch und Filmschnitt verantwortlich war. Ladies Only ist ihr zweiter Dokumentarfilm. Die Kameraführung lag in den Händen von Milann Tress John, die Musik komponierten Johann May und seine Band Jin Jim, Lucas Pizzini, Daniel Manrique Smith und Nico Stallmann.

### Produktion und Förderungen
Produziert wurde der Film von Rebana Liz John. Beteiligt waren auch die Film- und Medienstiftung NRW und die Kunsthochschule für Medien Köln (KHM).

### Dreharbeiten und Veröffentlichung
Seine Weltpremiere hatte Ladies Only am 9. Oktober 2021 auf dem Busan International Film Festival. Im Februar 2022 wurde die europäische Premiere des Films auf der Berlinale in der Sektion Perspektive Deutsches Kino gefeiert.

## Rezeption
Lida Bach lobte auf moviebreak.de die Leichthändigkeit der Inszenierung, die Längen vermeide. Die Interviews bildeten eine lebendige „Collage feministisch gefärbter Facetten“. Doch die Vielfalt der Frauen sei „enttäuschend gering“: Es werde nur ein Ausschnitt aus der urbanen Arbeiter- und Mittelschicht gezeigt, keinesfalls ein gesellschaftlicher Querschnitt. Die überwiegende Mehrheit der Gesprächspartnerinnen seien jung oder in mittleren Jahren und erweckten den Eindruck von gebildeten, gesunden, materiell und familiär gefestigten Frauen. Die Öffentlichkeit der Filmsituation begünstige das Umgehen von Konfliktthemen: Weder traditionelle Zwänge wie das Kastensystem noch Gewalterfahrungen noch Existenzängste oder harte Alltagserfahrungen würden thematisiert.

## Auszeichnungen und Nominierungen
- 2022: Internationale Filmfestspiele Berlin
  - Kompass-Perspektive-Preis (5000 Euro)[7]